# Дегтярка (Харьковская область)
Дегтярка (укр. Дегтярка) — село,
Станичненский сельский совет,
Нововодолажский район,
Харьковская область, Украина.
Код КОАТУУ — 6324285005. Население по переписи 2001 года составляет 71 (33/38 м/ж) человек.

## Географическое положение
Село Дегтярка находится недалеко от истоков реки Камышеваха.
На расстоянии в 2 км расположены сёла Станичное, Слобожанское, Печиевка и посёлок Палатки.
Рядом проходят автомобильные дороги М-18 и Т-2118.
В 2,5 км расположена железнодорожная станция Власовка.